# Dannemora (villa)
Dannemora es una villa ubicada en el condado de Clinton en el estado estadounidense de Nueva York. En el año 2000 tenía una población de 4,129 habitantes y una densidad poblacional de 1,321.7 personas por km².

## Historia
La villa de Dannemora fue constituida en 1901. Los asentamientos permanentes habían comenzado en 1838. La economía inicial de Dannemora se basó en la minería y en la fundición de hierro, pero esta industria no llegó a ser significativa hasta aproximadamente 1943.
La Prisión de Clinton (actualmente conocida como Centro Correccional de Clinton) fue abierta en 1845 para emplear a los condenados a trabajar en la industria del hierro. Como centro de máxima seguridad, actualmente alberga a presos de larga estancia y es una de las cárceles más grandes del estado. Se encuentra localizada en la zona norte de la ciudad.
De 1900 a 1972, Dannemora también contenía el Hospital Dannemora para Criminales Dementes (también conocido por otros nombres). Esta instalación se utilizó posteriormente para una variedad de programas de las prisiones por el Departamento de Correccionales. Como resultado, Dannemora se ha convertido entre muchos neoyorquinos como un sinónimo del lugar al que los criminales dementes van.

## Geografía
Dannemora se encuentra ubicada en las coordenadas 44°43′15″N 73°43′8″O / 44.72083, -73.71889.

## Demografía
Según la Oficina del Censo en 2000 los ingresos medios por hogar en la localidad eran de $42,500, y los ingresos medios por familia eran $47,019. Los hombres tenían unos ingresos medios de $24,753 frente a los $24,286 para las mujeres. La renta per cápita para la localidad era de $18,872. Alrededor del 14.5% de la población estaban por debajo del umbral de pobreza.